# Parafrase
Parafrase (fra latin paráphrasis via græsk para phraseïn) er en fri bearbejdning af en anden kunstners værk. Det kan være inden for litteratur, billedkunst eller musik.

## Eksempler på parafraser
- Peter Paul Rubens, Konsul Decius Mus’ død, 1617
- Vilhelm Lundstrøm, Copy after Rubens, The death of Decius Mus (Prado, Madrid), ca. 1920, Nivaagaards Malerisamling

- Raffaello Santi, Skolen i Athen, 1511
- Jens Adolf Jerichau, Kopi efter Rafael, Skolen i Athen, 1912, Nivaagaards Malerisamling